# کاترین لورا
کاترین لورا (۲۷ اوت ۱۹۴۴–۸ ژوئیه ۲۰۰۶) عکاس خبری و عکاس جنگی فرانسوی بود که تصاویر واضح او از نبرد داستان جنگ ویتنام را در صفحات مجله لایف و سایر نشریات چاپ می‌کرد.

## اوایل زندگی
لورا در ۲۷ اوت ۱۹۴۴ در حومه پاریس به دنیا آمد. او در یک مدرسه شبانه‌روزی کاتولیک تحصیل کرد و برای تحت تأثیر قرار دادن دوست پسرش، در سن ۱۸ سالگی مجوز چتربازی را گرفت. پس از اینکه تحت تأثیر تصاویر جنگی که در پاری مچ دیده بود قرار گرفت، تصمیم گرفت به ویتنام جنوبی سفر کند تا «به جنگ چهره ای انسانی بدهد». او در سن ۲۱ سالگی و در سال ۱۹۶۶ یک بلیط یک طرفه به لائوس تهیه کرد و با تنها یک لایکا ام۲ و ۲۰۰ دلار راهی سفر شد.

## حرفه
لورا پس از ورود به هوشی مین در سال ۱۹۶۶، هورست فاس، رئیس دفتر آسوشیتد پرس را ملاقات کرد. یک سال بعد، او اولین روزنامه‌نگار معتبری بود که در ۲۳ فوریه ۱۹۶۷ در پرش چتر نجات رزمی شرکت کرد و به تیپ ۱۷۳ هوابرد در عملیات Junction City پیوست. او آنقدر کوچک و لاغر بود که باید او را به وزن مطلوب می‌رساندند تا در حین پرش آسیب نبیند.
در طول یک عملیات به نام battle for Hill 881 در ۳۰ آوریل ۱۹۶۷، او یک سری عکس از نیروی دریایی ایالات متحده، و یک عکس از تفنگدار دریایی در حال مرگ گرفت که در مجله لایف منتشر شد و مورد تحسین منتقدان قرار گرفت.
در ۱۹ مه ۱۹۶۷ هنگام عکاسی از عملیات Hickory با یک واحد تفنگداران دریایی در نزدیکی منطقه غیرنظامی ویتنام، در اثر شلیک خمپاره ارتش خلق ویتنام (PAVN) به شدت مجروح شد. لورا بعداً به دوربینی اشاره می‌کند که با متوقف کردن تعدادی از ترکش‌ها جان او را نجات داد.
در سپتامبر ۱۹۶۷ او از محاصره Con Thien عکس گرفت. در اکتبر ۱۹۶۷، او با خانواده اش در پاریس دیدار کرد
در سال ۱۹۶۸، در جریان حمله تت، لورا و فرانسوا مازور، روزنامه‌نگار خبرگزاری فرانسه، توسط سربازان PAVN در طول نبرد هو دستگیر شدند.
او در اوایل سال ۱۹۶۸ جایزه جورج پولک را توسط باشگاه مطبوعات خارج از کشور برای عکس‌هایش در هیل ۸۸۱ دریافت کرد و اولین زن آزاد و اولین زن برنده این جایزه شد.
آخرین مقاله مهم او با نام ویتنام این است در مجله لوک در ۱۴ مه ۱۹۶۸ منتشر شد.

## بازنشستگی
او در اواخر دهه ۱۹۸۰ در هتل چلسی زندگی می‌کرد. او کمی بعد فروشگاهی در حوزه لباس تأسیس کرد.
سال ۲۰۰۵ وی از جانب مجله پاری مچ به آریزونا فرستاده شد و این آخرین مامویت او بود.
او یک هفته پس از تشخیص سرطان ریه در سانتا مونیکا، کالیفرنیا درگذشت.

## جوایز
لورا برای کارهایش جوایز متعددی از جمله جوایز جورج پولک، تصویر سال، سیگما دلتا چی و باشگاه کارگردان هنری نیویورک را در سال ۱۹۶۷ دریافت کرد. او اولین زنی بود که در سال ۱۹۷۶ جایزه طلایی رابرت کاپا - «بهترین گزارش عکاسی منتشر شده از خارج از کشور که نیاز به شجاعت و تلاش استثنایی دارد» را برای پوشش او از جنگ داخلی در لبنان دریافت کرد.